# James Bond Beach
James Bond Beach är en strand i Jamaica.   Den ligger i parishen Parish of Saint Ann, i den centrala delen av landet, 60 km nordväst om huvudstaden Kingston. James Bond Beach ligger på ön Jamaica.